# I liga polska w futsalu (2024/2025)
I liga 2024/2025 – 24. edycja rozgrywek drugiego poziomu ligowego futsalu mężczyzn w Polsce. Wystąpiło 24 zespołów, które są podzielone na dwie grupy - Północną i Południową. Sezon ligowy rozpoczął się 24 września 2024 roku, a zakończył 21 kwietnia 2025.
W I lidze rywalizować będą systemem każdy z każdym dwie grupy. Zwycięzcy obu grup uzyskają bezpośredni awans do Fogo Futsal Ekstraklasy. Drużyny z drugich pozycji rywalizować będą w barażu o ostatnie miejsce, dające nominację. Spadną po dwa ostatnie zespoły z każdej grupy, przy czym liczba ta może się zmienić w zależności od tego, kto z najwyższej klasy rozgrywkowej spadnie i kto do niej awansuje.
| Rozgrywki                | Poziomy ligowe | Liga        | Sezon                     |
| ------------------------ | -------------- | ----------- | ------------------------- |
| Centralne                | I poziom       | Ekstraklasa | Sezon 2024/2025 (1 grupa) |
| Centralne                | II poziom      | I Liga      | Sezon 2024/2025 (2 grupy) |
| Makroregionalne          | III poziom     | II Liga     | Sezon 2024/2025 (4 grupy) |
| Regionalne (16 Związków) | IV poziom      | III Liga    | Sezon 2024/2025 (14 grup) |

## Grupa Północna

### Tabela
| Lp. | Drużyna                   | M  | Z  | R | P  | Bramki | Bramki | Różn. | Pkt. | Uwagi  |
| --- | ------------------------- | -- | -- | - | -- | ------ | ------ | ----- | ---- | ------ |
| 1   | Futsal Świecie            | 22 | 19 | 3 | 0  | 150    | 53     | +97   | 60   | Awans  |
| 2   | Wiara Lecha Poznań (b)    | 22 | 17 | 2 | 3  | 117    | 58     | +59   | 53   | Baraże |
| 3   | Jagiellonia Białystok (s) | 22 | 15 | 3 | 4  | 118    | 62     | +56   | 48   |        |
| 4   | LSSS Team Lębork          | 22 | 11 | 2 | 9  | 87     | 79     | +8    | 35   |        |
| 5   | LZS Dragon Bojano         | 22 | 9  | 1 | 12 | 95     | 98     | -3    | 28   |        |
| 6   | KS Gniezno                | 22 | 7  | 5 | 10 | 73     | 94     | -21   | 26   |        |
| 7   | Wenecja Pułtusk           | 22 | 7  | 5 | 10 | 75     | 97     | -22   | 26   |        |
| 8   | Futbalo Białystok         | 22 | 6  | 6 | 10 | 67     | 90     | -23   | 24   |        |
| 9   | AZS UG Gdańsk             | 22 | 6  | 5 | 11 | 59     | 92     | -33   | 23   |        |
| 10  | Futsal Szczecin           | 22 | 6  | 4 | 12 | 70     | 77     | -7    | 22   |        |
| 11  | KIA Łowicz (b)            | 22 | 7  | 1 | 14 | 69     | 110    | -41   | 22   | Spadek |
| 12  | KKF Konin                 | 22 | 2  | 3 | 17 | 70     | 140    | -70   | 9    | Spadek |

Źródło

### Klasyfikacja strzelców
| L.P. | Nazwisko          | Klub           | Bramki |
| ---- | ----------------- | -------------- | ------ |
| 1    | Uriel Cepeda      | Wiara Lecha    | 41     |
| 2    | Piotr Kaczkowski  | Futsal Świecie | 27     |
| 3    | Mateusz Łabieniec | Jagiellonia    | 24     |
| 3    | Dawid Łapigrowski | Team Lębork    | 24     |
| 5    | Dominik Depta     | Dragon Bojano  | 21     |
| 5    | Piotr Tkacz       | Kia Łowicz     | 21     |

Źródło

## Grupa Południowa

### Tabela
| Lp. | Drużyna                              | M  | Z  | R | P  | Bramki | Bramki | Różn. | Pkt. | Uwagi       |
| --- | ------------------------------------ | -- | -- | - | -- | ------ | ------ | ----- | ---- | ----------- |
| 1   | Ruch Chorzów Futsal (b)              | 22 | 19 | 2 | 1  | 146    | 59     | +0    | 59   | Awans       |
| 2   | Śląsk Wrocław                        | 22 | 18 | 0 | 4  | 107    | 54     | +53   | 54   | Baraż/Awans |
| 3   | Futsal Team Brzeg                    | 22 | 14 | 3 | 5  | 98     | 58     | +40   | 45   |             |
| 4   | Górnik Polkowice                     | 22 | 13 | 1 | 8  | 113    | 96     | +17   | 40   |             |
| 5   | GKS Tychy                            | 22 | 11 | 2 | 9  | 84     | 70     | +14   | 35   |             |
| 6   | FC 2016 Siemianowice Śl.             | 22 | 8  | 4 | 10 | 66     | 81     | -15   | 28   |             |
| 7   | AZS AWF Wrocław (b)                  | 22 | 7  | 6 | 9  | 74     | 75     | -1    | 27   |             |
| 8   | Sośnica Gliwice (s)                  | 22 | 7  | 5 | 10 | 74     | 73     | +1    | 26   |             |
| 9   | Caffaro Futsal Kazimierza Wielka (b) | 22 | 7  | 5 | 10 | 75     | 91     | -16   | 26   |             |
| 10  | AZS UEK Kraków                       | 22 | 6  | 2 | 14 | 74     | 88     | -14   | 20   |             |
| 11  | Wisła Opatowiec                      | 22 | 3  | 3 | 16 | 57     | 135    | -78   | 12   | Spadek      |
| 12  | Futsal Nowiny                        | 22 | 2  | 1 | 19 | 44     | 132    | -88   | 7    | Spadek      |

Źródło

### Klasyfikacja strzelców
| L.P. | Nazwisko           | Klub             | Bramki |
| ---- | ------------------ | ---------------- | ------ |
| 1    | Christopher Moen   | Śląsk Wrocław    | 29     |
| 2    | Damian Makowski    | Futsal Brzeg     | 26     |
| 3    | Daniel Jagodziński | Ruch Chorzów     | 25     |
| 4    | Michał Tkacz       | Ruch Chorzów     | 24     |
| 5    | Marcel Wolan       | Górnik Polkowice | 21     |

Źródło

## Baraże o ekstraklasę
- 27.04.2025, godz. 20:30 – Śląsk Wrocław – Wiara Lecha 4:3[6]
- 04.05.2025, godz. 18:00 – Wiara Lecha – Śląsk Wrocław 3:5[7]

Źródło